# Nadia Delago
Nadia Delago (* 12. November 1997 in Brixen) ist eine italienische Skirennläuferin. Die Südtirolerin ist vor allem in den schnellen Disziplinen Abfahrt und Super-G erfolgreich. Ihre ältere Schwester Nicol ist ebenfalls Skirennläuferin; beide sind Nichten der ehemaligen Skirennläuferin Karla Delago.

## Biografie
Als 16-Jährige nahm Delago ab Januar 2014 an FIS-Rennen teil. Bereits einen Monat später gelang ihr der erste Sieg auf dieser Stufe, bei einer Abfahrt in Bardonecchia. In derselben Disziplin gewann sie im März 2015 den italienischen Juniorenmeistertitel, ebenso im Super-G. Erste Einsätze im Europacup folgten im Dezember 2015. Bestes Ergebnis in ihrer Premierensaison war ein neunter Platz, im darauf folgenden Winter 2016/17 ein fünfter Platz. Hingegen kam sie in der Europacupsaison 2017/18 nicht über einen 17. Platz hinaus. Deutlich steigern konnte sich Delago im Winter 2018/19. In Zauchensee gewann sie am 19. Dezember 2018 zwei Europacup-Abfahrten an einem Tag.
Zwei Tage nach ihrem dritten Europacupsieg im Fassatal hatte Delago am 20. Januar 2019 ihr Debüt im Weltcup, wobei sie in der Abfahrt von Cortina d’Ampezzo Platz 32 belegte. Weltcuppunkte gewann sie erstmals am 24. Februar 2019 mit Platz 26 in der Kombination von Crans-Montana. Im Weltcupwinter 2019/20 fuhr sie sechsmal in die Punkteränge, kam aber nicht über einen 21. Platz hinaus. Während der Alpiner Skiweltcup 2020/21 konnte sie sich erneut steigern und erzielte ihre erste Top-10-Platzierung, als sie am 22. Januar 2021 in der Abfahrt von Crans-Montana auf den zehnten Platz fuhr. Nicht weniger als fünf Platzierungen unter den besten zehn gelangen ihr in der Saison 2021/22, wobei sie als Vierte der Abfahrt von Zauchensee am 15. Januar 2022 das Podest nur knapp verpasste. Delago qualifizierte sich für die Olympischen Winterspiele 2022 in Peking. Dort gewann sie in der Abfahrt etwas überraschend die Bronzemedaille, hinter Corinne Suter und Sofia Goggia.

## Erfolge

### Olympische Spiele
- Peking 2022: 3. Abfahrt

### Weltmeisterschaften
- Cortina d’Ampezzo 2021: 15. Abfahrt

### Weltcup
- 6 Platzierungen unter den besten zehn

### Weltcupwertungen
| Saison  | Gesamt | Gesamt | Abfahrt | Abfahrt | Super-G | Super-G | Kombination | Kombination |
| Saison  | Platz  | Punkte | Platz   | Punkte  | Platz   | Punkte  | Platz       | Punkte      |
| ------- | ------ | ------ | ------- | ------- | ------- | ------- | ----------- | ----------- |
| 2018/19 | 120.   | 8      | 49.     | 3       | –       | –       | 26.         | 5           |
| 2019/20 | 86.    | 33     | 40.     | 22      | 52.     | 4       | 34.         | 7           |
| 2020/21 | 55.    | 95     | 20.     | 95      | –       | –       | –           | –           |
| 2021/22 | 34.    | 264    | 8.      | 246     | 44.     | 18      | –           | –           |
| 2022/23 | 88.    | 34     | 33.     | 34      | –       | –       | –           | –           |
| 2023/24 | 87.    | 39     | 34.     | 36      | 54.     | 3       | –           | –           |

### Europacup
- Saison 2018/19: 8. Gesamtwertung, 2. Abfahrtswertung
- Saison 2023/24: 6. Abfahrtswertung
- 6 Podestplätze, davon 4 Siege:

| Datum            | Ort        | Land       | Disziplin |
| ---------------- | ---------- | ---------- | --------- |
| 19. Februar 2018 | Zauchensee | Österreich | Abfahrt   |
| 19. Februar 2018 | Zauchensee | Österreich | Abfahrt   |
| 18. Januar 2019  | Fassatal   | Italien    | Abfahrt   |
| 21. März 2024    | Kvitfjell  | Norwegen   | Abfahrt   |

### Juniorenweltmeisterschaften
- Sotschi 2016: 21. Abfahrt
- Åre 2017: 13. Abfahrt, 17. Super-G
- Davos 2018: 10. Abfahrt, 22. Kombination

### Weitere Erfolge
- 2 italienische Juniorenmeistertitel (Abfahrt und Super-G 2015)
- 6 Siege in FIS-Rennen